# Ласло Вегел
Ласло Вегел (мађ. Végel László; Србобран, 1. фебруар 1941) је романсијер, есејиста, драмски писац и позоришни критичар. Пише на матерњем мађарском језику и, по речима критике, подједнако припада и српској и мађарској књижевности. У Будимпешти је 2009. добио највише мађарско признање за стваралаштво Награду Лајош Кошут .
Студирао је мађарски језик и књижевност на Универзитету у Новом Саду и филозофију на Универзитету у Београду. Био је новинар, члан редакције новосадских часописа Új Symposion и Поља, загребачког Пролога, главни уредник новосадске Трибине младих, уредник суботњег културног додатка листа Magyar Szó, драматург телевизије Нови Сад, стални позоришни критичар листа Политика.
Његова најзначајнија дела су романи Мемоари једног макроа (1967), Дупла експозиција (1983), Паренеза (1987), Велика источно-средњо-европска Гозба ступа у Пикарски роман (1996) и Exterritorium (2002), затим књига есеја Витгенштајнов разбој (1993) и драмских дела Јудита и друге драме (2005). За Витгенштајнов разбој добио је Регионалну Пулицерову награду Мађарске. Његова дела су превођена на више европских језика .
Члан је Друштва књижевника Војводине, Друштва лепе књижевности (Мађарска), Српског ПЕН центра и Савеза новинара Мађарске.
Заједно са шведском књижевницом Осом Линд отворио је 55. Међународни сајам књига у Београду 25. октобра 2010. године .